# Gotthilf Weber
Gotthilf Weber (* 14. September 1900 in Großgartach, Württemberg; † 29. Mai 1987 in Stuttgart) war ein deutscher evangelischer Pfarrer, Mitglied der Bekennenden Kirche (BK), Helfer für jüdische Verfolgte in der Zeit des Nationalsozialismus und Herausgeber der Zeitschrift Die Stimme der Gemeinde.

## Leben
Weber studierte nach Erlangung der Hochschulreife Evangelische Theologie. 1925 wurde er als Religionslehrer in Heidenheim angestellt. Nach seiner Ordination wurde er 1928 Pfarrer in Haiterbach. 1931 wurde er Geschäftsführer beim Evangelischen Volksbund Stuttgart. 1933 arbeitete er bei der Landesstelle des Evangelischen Gemeindedienstes Stuttgart. Hier bekam er Kontakt mit Mitgliedern der Bekennenden Kirche, der er sich anschloss. Von 1934 bis 1935 war er Mitarbeiter im Präsidium der Bekenntnissynode Bad Oeynhausen für die Württembergische und Bayerische Landeskirche. Ab 1935 war er Mitglied des Reichsbruderrates der BK und Stellvertreter von dessen Präses Karl Koch. 1936 amtierte er als Pfarrer in Schwenningen mit Dienstauftrag als Studentenpfarrer in Stuttgart. Dabei hat er jüdischen Verfolgten während der Herrschaft des Nationalsozialismus einen Unterschlupf gewährt und vielen zur Flucht über die Grenze verholfen. 1947 wurde Weber Dekan in Göppingen. Von 1950 bis 1967 wirkte er als Dekan in Stuttgart-Bad Cannstatt.
Gotthilf Weber gehörte zu den Herausgebern der Halbmonatszeitschrift der Bekennenden Kirche Die Stimme der Gemeinde, die er mit begründet hatte. Weber beteiligte sich an der Arbeit der Christlichen Friedenskonferenz (CFK) und gehörte zu den Teilnehmern der II. Allchristlichen Friedensversammlung (ACFV) 1964 in Prag.